# Teodoro II da Rússia
Teodoro II (1589 – 20 de junho de 1605) foi o Czar da Rússia de abril de 1605 até seu assassinato um mês e meio depois. Era o filho do czar Boris e sua esposa a czarina Maria Skuratova-Belskaia.

## Biografia
De aparência robusta e amado pelo seu pai, Teodoro recebeu o melhor tipo de educação disponível naquela época e aprendeu as minúcias da governança durante a sua infância, além de sentar-se regularmente na Assembleia Nacional e receber diplomatas estrangeiros.
Com a repentina morte de seu pai, Teodoro, com apenas 16 anos de idade, foi proclamado czar. Apesar de seu pai ter tido o cuidado de rodeá-lo de amigos influentes, Teodoro viveu sob uma atmosfera de intrigas durante o seu reinado. Em Junho de 1605, enviados do Pseudo-Demétrio chegaram a Moscou demandando a sua remoção do trono. Um grupo de boiardos, receosos de jurar aliança ao tsar, tomaram o controle do Kremlin e capturam Teodoro.
Em 20 de Junho, Teodoro foi estrangulado no seu aposento, junto com sua mãe. Oficialmente, declarou-se que ele fora envenenado, mas o historiador sueco Peter Petreius relatou que havia traços de estrangulamento nos corpos. Apesar de possuir apenas 16 anos, Teodoro era conhecido como uma pessoa de grande força física e agilidade. Foram necessários quatro homens para dominá-lo.